# تشاس هودجز
تشاس هودجز (بالإنجليزية: Chas Hodges)‏ هو موسيقي وعازف قيثارة وعازف بيانو بريطاني، ولد في 28 ديسمبر 1943 في إدمونتون ‏ في المملكة المتحدة، وتوفي في 22 سبتمبر 2018 بسبب متلازمة الاختلال العضوي المتعدد.

## وصلات خارجية
- الموقع الرسمي
- تشاس هودجز على موقع IMDb (الإنجليزية)
- تشاس هودجز على موقع ميوزك برينز (الإنجليزية)
- تشاس هودجز على موقع ديسكوغز (الإنجليزية)